# Liodessus fijiensis
Liodessus fijiensis är en skalbaggsart som först beskrevs av J. Balfour-browne 1944.  Liodessus fijiensis ingår i släktet Liodessus och familjen dykare. Inga underarter finns listade i Catalogue of Life.